# Stadio Walter Petron
Il campo sportivo "Walter Petron", conosciuto fino al 1945 come campo sportivo "Belzoni", è un impianto sportivo della Città di Padova. Dedicato al giocatore Walter Petron, è famoso per essere stato il primo campo da gioco del Calcio Padova, la maggiore compagine cittadina. Si trova nel centrale quartiere del Portello. Dal 2024 è affidato in gestione a la A.S.D. Polisportiva San Precario.

## Storia
Il 5 agosto 1908 viene concesso all'Associazione Ginnastica e Sport uno spazio in cui praticare le proprie attività. Il 20 settembre, con una cerimonia ufficiosa a cui partecipano una cinquantina di ragazzi, viene inaugurato il nuovo impianto. La cerimonia ufficiale avviene il 26 aprile 1909 alla presenza del ministro della pubblica istruzione Luigi Rava.
All'inizio ospita delle gare podistiche, ma il 20 febbraio 1910 la neonata Associazione Calcio Padova vi organizza la sua prima partita amichevole contro l'Hellas Verona. Nella stagione 1913-1914, il Padova vince il campionato veneto-emiliano di promozione e passa al campionato di Prima Categoria dell'Italia Settentrionale, la massima serie dell'epoca. I biancoscudati restano in questa struttura fino al 1916, prima di trasferirsi al Giovanni Monti. Successivamente nell'impianto vi giocheranno il Tita Fumei in Seconda e Terza Divisione e l'Opera nazionale balilla.
Nel 1945 grazie all'U.S. Walter Petron, l'impianto viene intitolato all'ex calciatore di Padova, Torino e Venezia.
Nei primi decenni del dopoguerra, la struttura viene utilizzata da diverse squadre minori cittadine, tra le quali l'Excelsior di Santa Giustina e l'Esedra Don Bosco, e viene anche affittato a squadre amatoriali. Negli anni ottanta, i problemi logistici quali la mancanza di parcheggi e la costruzione di nuovi campi di periferia fanno cadere la struttura in disuso. In seguito le dimensioni del campo vengono dichiarate non regolamentari e viene utilizzato esclusivamente per partite amatoriali.
I lavori di ristrutturazione ed adeguamento compiuti tra il 2012 ed il 2013 hanno portato a norma l'impianto rendendolo agibile per le competizioni ufficiali della FIGC. L'inaugurazione del nuovo Petron è avvenuta il 20 ottobre 2013.
Nell'agosto 2024 viene affidato in gestione alla A.S.D. Polisportiva San Precario, una polisportiva popolare locale impegnata in progetti e campagne sociali di inclusione e aggregazione dal basso attraverso la pratica sportiva.

## Galleria d'immagini

1º novembre 1914 - Padova-Petrarca (2-0) al campo sportivo "Walter Petron".
Il campo sportivo ai tempi del Calcio Padova (1910-1916).
Il campo sportivo ai tempi del Calcio Padova (1910-1916).
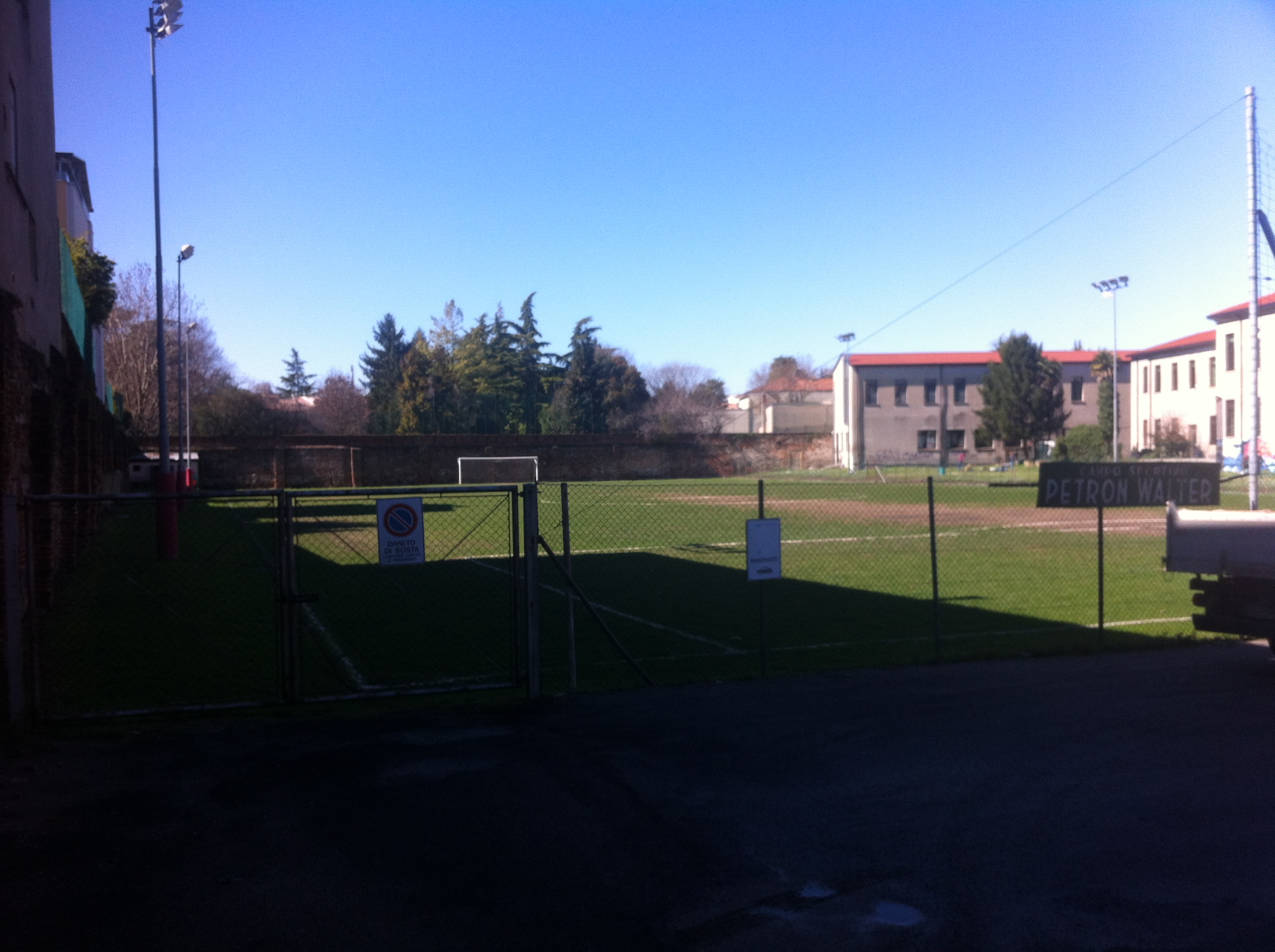
Il campo sportivo "Walter Petron" oggi.
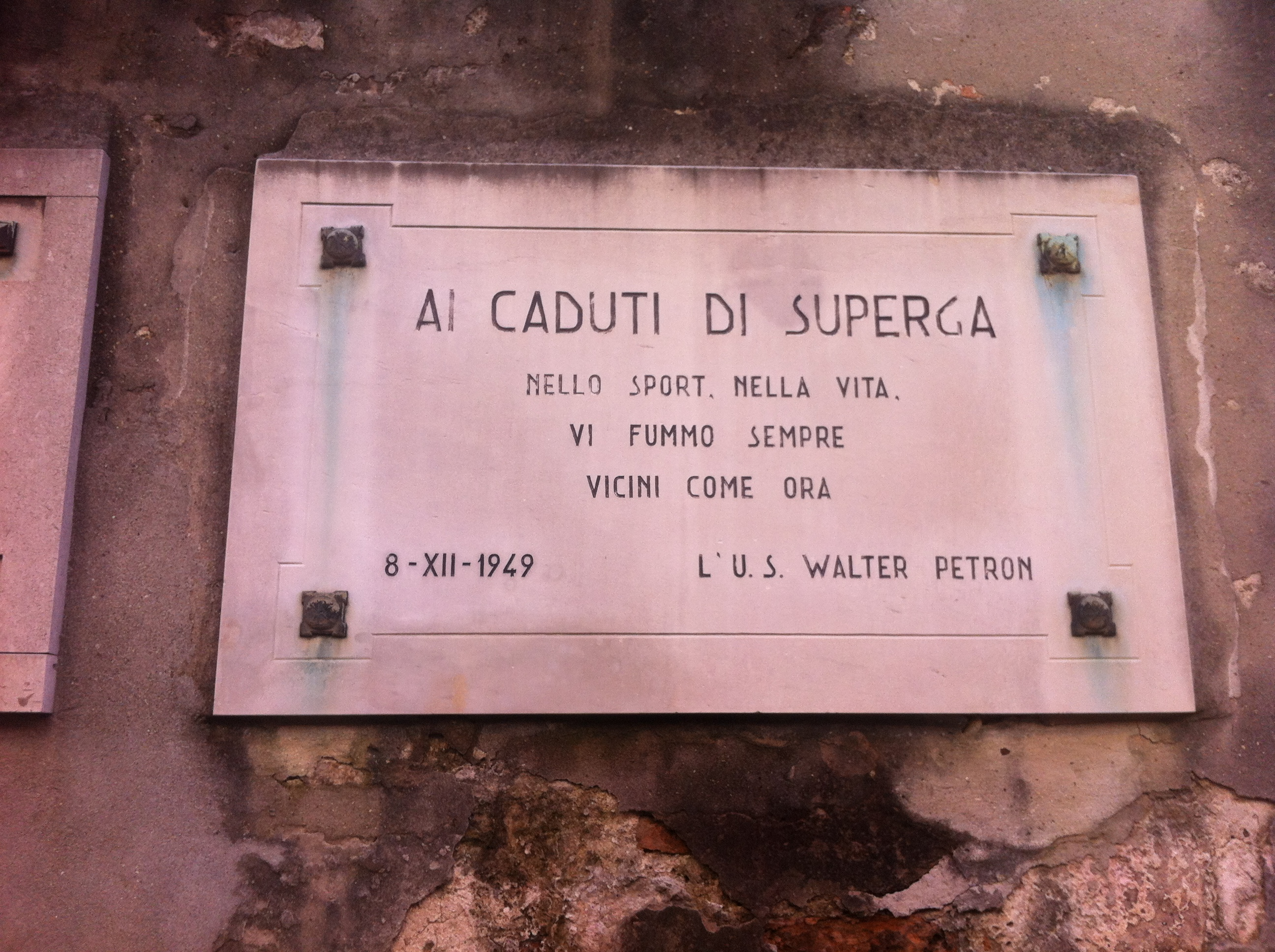
Targa commemorativa all'ingresso.
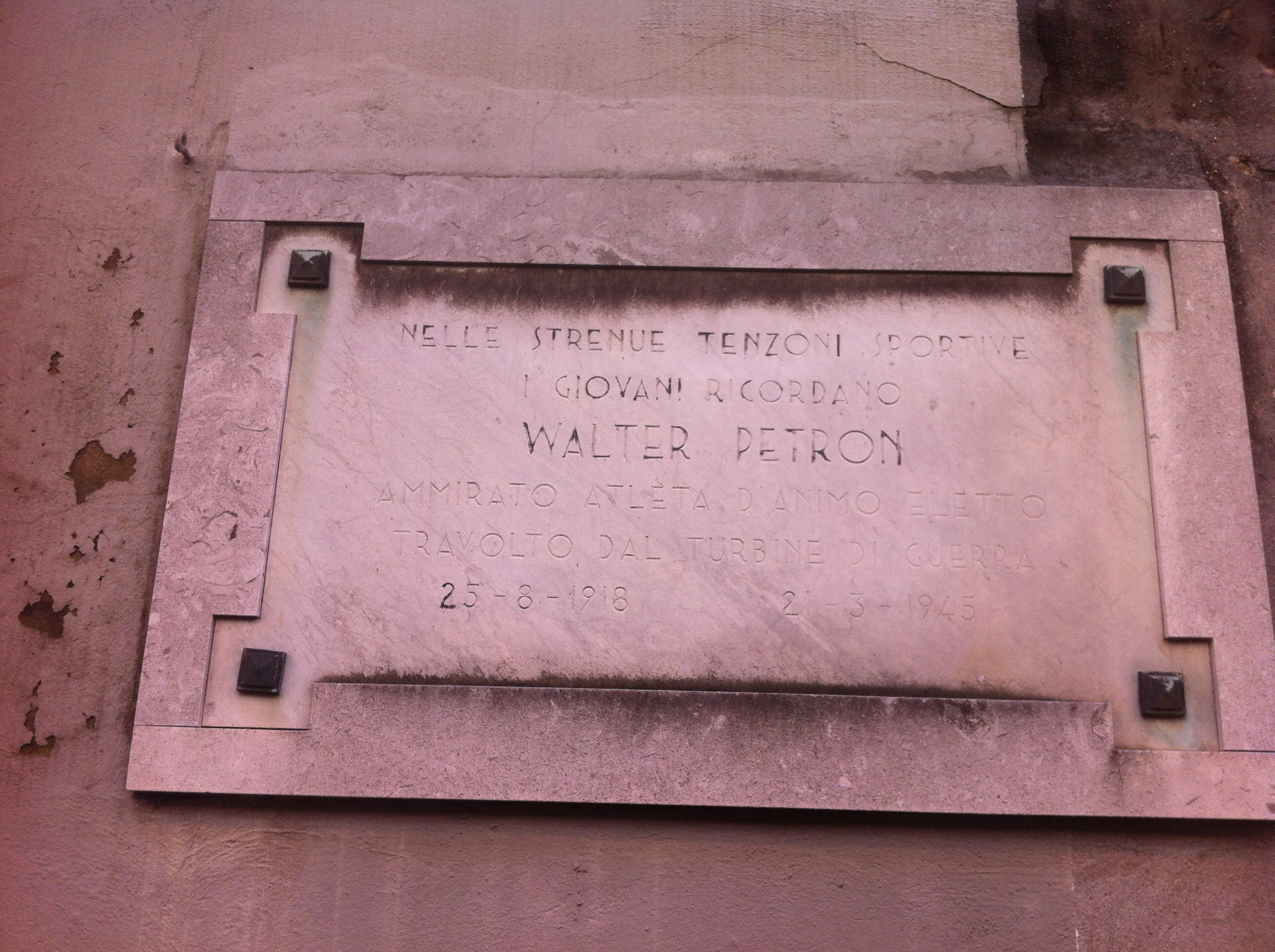
Targa commemorativa all'ingresso.
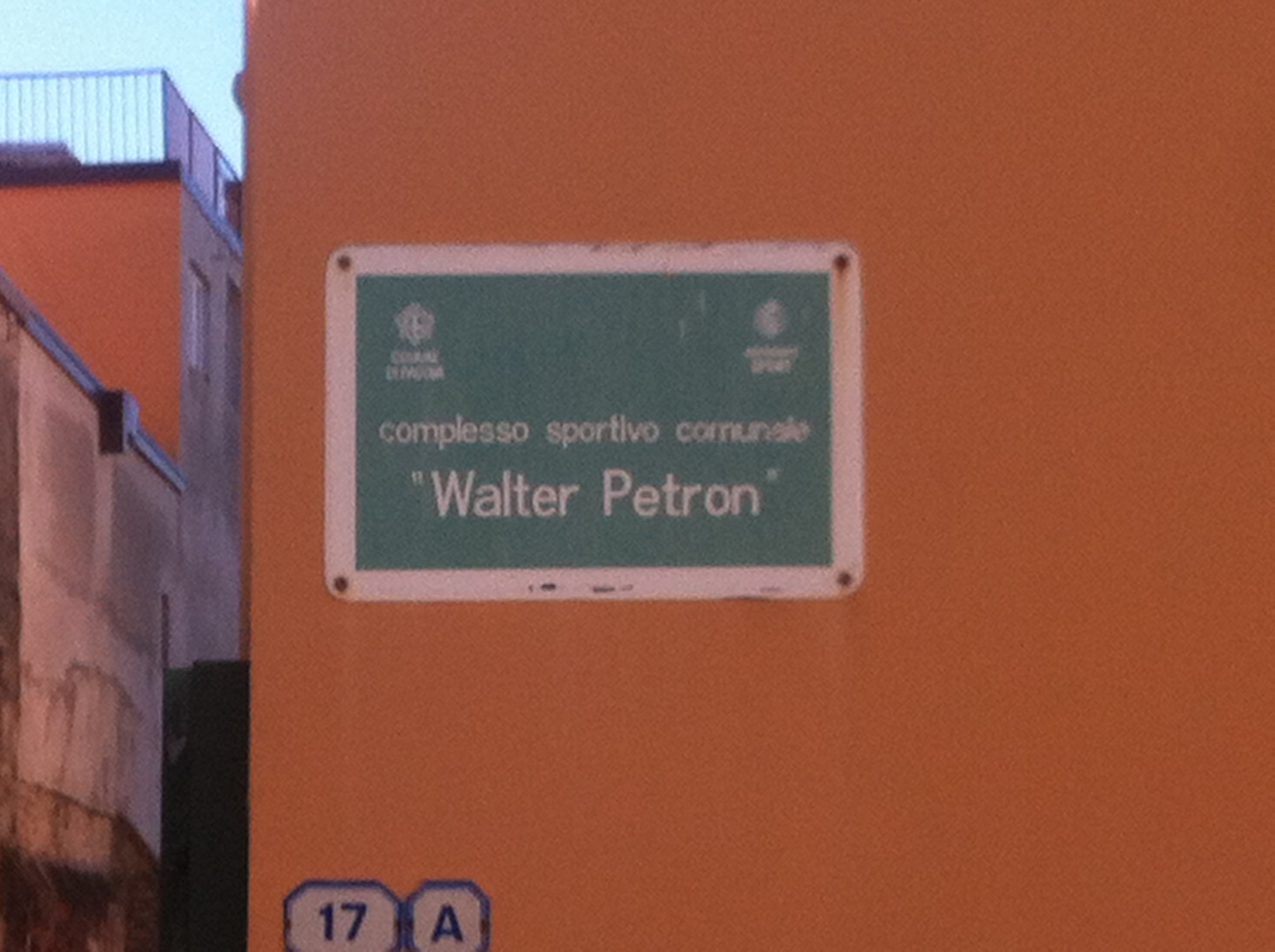
Foto dell'ingresso